# Max Prüß
Max Prüß (* 18. Februar 1888 in Kiel; † 4. April 1962 in Essen) war ein deutscher Bauingenieur und Baudirektor. Max Prüß gilt als der Vater der Wasserwirtschaft im Revier.

## Leben
Max Prüß wurde am 18. Februar 1888 in Kiel geboren. Sein Vater war Marinebaurat. Max Prüß besuchte in Kiel und Berlin die Oberrealschule und erlangte dort auch die Reifeprüfung. Ab 1905 studierte er Bauingenieurswesen an der Technischen Hochschule Berlin-Charlottenburg. 1910 bestand er seine Diplomprüfung mit Auszeichnung.
Nach dem Studium trat Max Prüß als Beamter in den preußischen Staatsdienst ein und absolvierte von 1910 bis 1914 eine Ausbildung als Regierungsbauführer des Wasser- und Straßenbaufachs. In dieser Zeit entstand die Diemeltalsperre, an deren Bau er beteiligt war. Im Jahr 1914 wechselte er zur Reichsmarinebauverwaltung in Kiel und man ernannte ihn zum Marinebaurat in der kaiserlichen Werft. Diese Position bekleidete er bis 1919.
Als Marinebaurat a. D. widmete sich Max Prüß ab 1920 der Arbeit in den wasserwirtschaftlichen Verbänden des rheinisch-westfälischen Industriegebiets, hauptsächlich in der Emschergenossenschaft in Essen. 1922 übernahm er die Leitung des Abwasserdezernats der Genossenschaft von seinem Vorgänger Karl Imhoff. Von 1934 bis 1937 war er stellvertretender Baudirektor der Emschergenossenschaft. 1925 wurde er an der Technischen Hochschule Berlin-Charlottenburg zum Dr.-Ing. im Fachgebiet des Bauingenieurwesens promoviert.
Ab Anfang 1937 war Max Prüß Geschäftsführer des Ruhrverbandes und ab dem 1. Juli 1937 war er zusätzlich auch Geschäftsführer des Ruhrtalsperrenvereins. In dieser Funktion war eine seiner wichtigsten Aufgaben die Reinhaltung der Ruhr. 1948 begründete Prüß die Abwassertechnische Vereinigung und wurde deren Präsident. Erklärtes Ziel der Vereinigung war die Zurverfügungstellung der gewonnenen Erfahrungen für Kommunen und Regionen, die vergleichbaren Herausforderungen gegenüberstanden.
Auch im Ruhestand war Max Prüß noch als Berater und als Mitglied etlicher Fachgremien aktiv.
Max Prüß verstarb im Alter von 74 Jahren am 4. April 1962 in Essen und wurde auf dem dortigen Parkfriedhof beigesetzt.

## Ehrungen
- 1951: Ehrendoktorwürde der Technischen Universität Berlin für seine Verdienste in der Wasserwirtschaft[1]
- 1953: Ehrung durch die Rheinisch-Westfälische Technische Hochschule Aachen[2]
- 1955: Großes Verdienstkreuz des Verdienstordens der Bundesrepublik Deutschland[2]
- 1960: Ehrenmitgliedschaft der Wasserwirtschaftlichen Vereinigungen, England[1]
- 1999: (postum) Benennung des Wassergüte-Kontroll- und Laborschiffs Max Prüss des Landesamtes für Natur, Umwelt und Verbraucherschutz Nordrhein-Westfalen (LANUV) nach ihm.[1]

## Max-Prüß-Medaille
Die nach Max Prüß benannte und ihm gewidmete „Max-Prüß-Medaille“ wird von der Deutschen Vereinigung für Wasserwirtschaft, Abwasser und Abfall e. V. (DWA) an Personen verliehen, die sich um die DWA und die Erfüllung ihrer Aufgaben besonders in den Bereichen der Abwasser- und Abfallwirtschaft durch wissenschaftliche oder berufliche Leistungen in hervorragendem Maße verdient gemacht haben.

### Preisträger
- 2002: Harald o. Howe[5]
- 2008: Klaus R. Imhoff[5]
- 2011: F. Wolfgang Günthert[5]
- 2014: Max Dohmann[5]
- 2018: Theo G. Schmitt[5]
- 2023: Hansjörg Brombach[6]

## Schriften
- Die landwirtschaftliche Abwasserverwertung und ihre Bedeutung für die Erzeugungsschlacht. W. Ernst, Berlin 1937, DNB 361296797.
- Fortschritte in der Ausfaulung von Abwasserschlamm. Reprint. De Gruyter, Oldenbourg 2019, ISBN 978-3-486-75873-3.